# 克里斯塔爾峰
47°03′21″N 12°39′14″E / 47.055896°N 12.653763°E
克里斯塔爾峰（德語：Kristallspitzl），是奧地利的山峰，位於該國西部，由蒂羅爾州負責管轄，屬於格洛克納山脈的一部分，海拔高度3,005米，每年平均降雨量2,073毫米，人類在1920年首次登頂。